# Selena Gomez & the Scene: Live in Concert
Selena Gomez & the Scene: Live in Concert là tour diễn ra mắt của nhóm nhạc Pop người Mĩ Selena Gomez & the Scene. Tour diễn bắt đầu vào mùa Thu năm 2009, nhằm quảng bá cho album của họ, Kiss & Tell. Tour diễn được thực hiện tại Mĩ và Anh Quốc.

## Những nghệ sĩ mở màn
- JLS (Bethlehem)
- Allstar Weekend (Columbus)

## Danh sách ca khúc được trình diễn
1. "Kiss & Tell"
2. "Stop & Erase"
3. "Crush"
4. "Naturally"
5. "I Won't Apologize"
6. "More"
7. "The Way I Loved You"
8. "I Want It That Way"
9. "I Don't Miss You at All"
10. "Tell Me Something I Don't Know"
11. "Falling Down"
12. "Hot n Cold"

Trình diễn lại
1. "I Promise You"
2. "Magic"

Tiết mục chính:
1. "Round & Round"
2. "Crush"
3. "Kiss & Tell"
4. "More"
5. "You Belong with Me"
6. "I Won't Apologize"
7. "The Way I Loved You"
8. "A Year Without Rain"
9. "I Don't Miss You At All"
10. "Hot n Cold"
11. "Falling Down"
12. "Love Is a Battlefield"
13. "In My Head"
14. "Tell Me Something I Don't Know"

Diễn lại
1. "Naturally"
2. "Magic"

Jingle Ball (Buổi diễn Giáng sinh)
1. "Round & Round"
2. "Off the Chain"
3. "Rock God"
4. "A Year Without Rain"
5. "Naturally"

## Ngày diễn
| Bắc Mĩ                     |                      |               |                                    |
| Tháng Mười Một 15, 2009    | San Diego            | Hoa Kỳ        | House of Blues                     |
| Tháng Mười Một 21, 2009    | Anaheim              | Hoa Kỳ        | House of Blues                     |
| Tháng Mười Một 28, 2009    | Dallas               | Hoa Kỳ        | House of Blues                     |
| Tháng Mười Hai 13, 2009    | Tempe                | Hoa Kỳ        | Marquee Theatre                    |
| Tháng Mười Hai 20, 2009    | San Francisco        | Hoa Kỳ        | Palace of Fine Arts Theatre        |
| Tháng Hai 7, 2010[A]       | San Antonio          | Hoa Kỳ        | AT&T Center                        |
| Tháng Hai 11, 2010         | New York City        | Hoa Kỳ        | Blender Theatre at Gramercy        |
| Tháng Hai 14, 2010         | Upper Darby Township | Hoa Kỳ        | Tower Theater                      |
| Tháng Hai 20, 2010[B]      | Uniondale            | Hoa Kỳ        | Nassau Veterans Memorial Coliseum  |
| Tháng Ba 21, 2010[C]       | Houston              | Hoa Kỳ        | Reliant Stadium                    |
| Anh Quốc                   |                      |               |                                    |
| Tháng Tư 5, 2010           | London               | Anh Quốc      | O2 Shepherds Bush Empire           |
| Bắc Mĩ                     |                      |               |                                    |
| Tháng Tám 14, 2010[D]      | Bethlehem            | Mĩ            | Sands Riverplace                   |
| Tháng Tám 15, 2010[E]      | Indianapolis         | Mĩ            | Hoosier Lottery Grandstand         |
| Tháng Tám 21, 2010[F]      | Springfield          | Mĩ            | State Fairgrounds Grandstand       |
| Tháng Tám 22, 2010[G]      | Eureka               | Mĩ            | Old Glory Amphitheatre             |
| Tháng Chín 11, 2010[H]     | York                 | Mĩ            | Toyota Grandstand                  |
| Tháng Chín 18, 2010[I]     | Pomona               | Mĩ            | Fairplex Park                      |
| Tháng Chín 19, 2010[J]     | Hutchinson           | Mĩ            | Sprint Grandstand                  |
| Tháng Chín 10, 2010[K]     | Fresno               | Mĩ            | Paul Paul Theater                  |
| Châu Âu                    |                      |               |                                    |
| Tháng Mười 20, 2010        | London               | Anh Quốc      | HMV Hammersmith Apollo             |
| Bắc Mĩ                     |                      |               |                                    |
| Tháng Mười 23, 2010[L]     | Las Vegas            | United States | Theatre for the Performing Arts    |
| Tháng Mười 24, 2010[M]     | Phoenix              | United States | Arizona Veterans Memorial Coliseum |
| Tháng Mười Một 6, 2010     | Columbus             | United States | Celeste Center                     |
| Tháng Mười Một 26, 2010    | Grand Prairie        | United States | Verizon Theater at Grand Prairie   |
| Tháng Mười Một 27, 2010    | Tulsa                | United States | Brady Theater                      |
| Tháng Mười Hai 5, 2010[N]  | Los Angeles          | United States | Nokia Theatre L.A. Live            |
| Tháng Mười Hai 6, 2010[N]  | Minneapolis          | United States | Target Center                      |
| Tháng Mười Hai 8, 2010[N]  | Camden               | United States | Susquehanna Bank Center            |
| Tháng Mười Hai 9, 2010[N]  | Lowell               | United States | Tsongas Center                     |
| Tháng Mười Hai 10, 2010[N] | New York City        | United States | Madison Square Garden              |

Lễ hội và các màn trình diễn khác
| A Buổi diễn này là một phần của San Antonio Stock Show & Rodeo B Buổi diễn này từng là buổi diễn của Pop-Con C Buổi diễn này là một phần của Houston Livestock Show and Rodeo D Buổi diễn này từng là buổi diễn của Musikfest E Buổi diễn này là một phần của Indiana State Fair F This concert is apart of the Illinois State Fair G Buổi diễn này là một phần của Starburst Summer Concert Series | H Buổi diễn này là một phần của York Fair I Buổi diễn này là một phần của Los Angeles County Fair J Buổi diễn này là một phần của Kansas State Fair K Buổi diễn này là một phần của Big Fresno Fair L Buổi diễn này là một phần của Justin Timberlake Shriners Hospitals for Children Open M Buổi diễn này là một phần của Arizona State Fair N Những buổi diễn này từng là một phần của Jingle Ball |

Cancellations and rescheduled shows
| Tháng Bảy 28, 2010  | Harrington, Delaware         | Exhibit Hall         | Hoãn lại Sự kiện này là một phần của Delaware State Fair |
| 29 tháng 7 năm 2010 | Columbus, Ohio               | Celeste Center       | Dời vào Tháng Mười Một 6, 2010                           |
| 31 tháng 8 năm 2010 | Holmdel Township, New Jersey | PNC Bank Arts Center | Hoãn lại Sự kiện này là một phần của Lilith Fair         |
| 1 tháng 8 năm 2010  | Hartford, Connecticut        | Comcast Center       | Hoãn lại Sự kiện này là một phần của Lilith Fair         |